# Promachus pallipennis
Promachus pallipennis är en tvåvingeart som först beskrevs av Macquart 1855.  Promachus pallipennis ingår i släktet Promachus och familjen rovflugor. Inga underarter finns listade i Catalogue of Life.